# Sabellidae
Sabellidae of waaierwormen vormen een familie uit de orde Sabellida van de klasse van borstelwormen (Polychaeta). De tentakels van deze kokerbewoners waaieren door het water waardoor voedsel kan worden uitgefilterd en zuurstof kan worden opgenomen. Het cilindervormige lichaam is verdeeld in een borstdeel en een achterlijf. De soorten waarvan de koker uit kalk bestaat hebben een soort stop waarmee zij de koker kunnen afsluiten als de tentakels zijn ingetrokken.

## Systematiek
Deze familie omvat één onderfamilie, aangezien de Fabriciinae als aparte familie zijn aangemerkt.
- Sabellinae Chamberlin, 1919